# Кастро (Пулия)
 Тази статия е за селото в Южна Италия в регион Пулия.  За селото в Северна Италия в регион Ломбардия вижте Кастро (Ломбардия).  
Ка̀стро (на италиански: Castro, на местен диалект Casciu, Кашу) е пристанищно село и община в Южна Италия, провинция Лече, регион Пулия. Разположен е на брега на Адриатическо море. Населението на общината е 2488 души (към 2010 г.).